# چین واحد

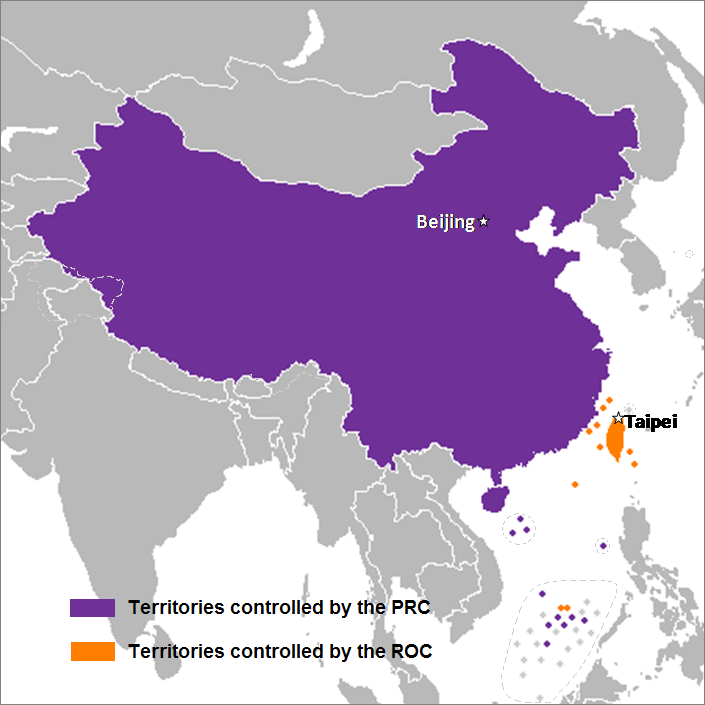
قلمرو تحت کنترل جمهوری خلق چین (بنفش) و جمهوری چین (نارنجی). اندازه جزایر کوچک برای سهولت در شناسایی در این نقشه اغراق شده‌است.

لفظ چین واحد ممکن است به یکی از موارد زیر اشاره داشته باشد:
- اصل چین واحد واحد موضعی است که جمهوری خلق چین دارد مبنی بر اینکه تنها یک کشور مستقل تحت نام چین وجود دارد که جمهوری خلق چین به عنوان تنها دولت قانونی آن چین عمل می‌کند و تایوان بخشی از چین است.[۱][۲] متضاد این ایده این است که دو کشور نام «چین» را دارند، جمهوری خلق چین (PRC) و جمهوری چین (ROC) و همچنین این ایده که چین و تایوان دو کشور مجزا را تشکیل می‌دهند.[۳]
- یک چین با تفاسیر مربوطه به تفسیر کومینتانگ (KMT) از اجماع ۱۹۹۲ اشاره دارد که ادعا می‌کند جمهوری خلق چین و جمهوری چین توافق کردند که یک چین وجود دارد، اما در مورد اینکه چین توسط جمهوری خلق چین نمایندگی می‌شود یا جمهوری چین اختلاف نظر داشتند.[۴][۵] این تفسیر از اجماع ۱۹۹۲ توسط جمهوری خلق چین پذیرفته نشده‌است.[۶]
- سیاست چین واحد به سیاست ایالات متحده اشاره دارد که جمهوری خلق چین را به عنوان تنها دولت قانونی چین به رسمیت می‌شناسد، اما فقط موضع چین را تأیید می‌کند که تایوان بخشی از چین است ولی از آن حمایت نمی‌کند؛ بنابراین، ایالات متحده روابط رسمی با جمهوری خلق چین دارد و به‌طور همزمان روابط غیررسمی خود را با تایوان حفظ می‌کند.[۷][۸]

پس از اینکه حزب کمونیست چین (ح‌ک‌چ) کومینتانگ را در جنگ داخلی چین و متعاقب آن عقب‌نشینی جمهوری چین به تایوان شکست داد، ح‌ک‌چ جمهوری خلق چین را در سرزمین اصلی چین تأسیس کرد در حالی که جمهوری چین بر تایوان و چندین جزیره دوردست حکومت می‌کرد. در طول این مدت، هر دو دولت به ادعای مشروعیت خود به عنوان دولت تمام چین ادامه دادند. در ابتدا، جهان بر سر به رسمیت شناختن بین‌المللی این دو دودسته بود، اما اکثر کشورها در دهه ۷۰، از جمله ایالات متحده آمریکا در سال ۱۹۷۹، جمهوری خلق چین را به جای جمهوری چین به رسمیت شناختند. ادبیات سیاست چین واحد ایالات متحده برای اولین بار در بیانیه مشترک آن با جمهوری خلق چین در سال ۱۹۷۲ مطرح شد.
در دهه ۱۹۹۰ در زمان رئیس‌جمهور جمهوری چین لی تنگهوی، مواد الحاقی قانون اساسی جمهوری چین به تصویب رسید که عملاً تایوان را از یک کشور تک حزبی به یک دموکراسی تبدیل کرد و حقوق مدنی و سیاسی را محدود به شهروندان درون «منطقه آزاد» کرد (منطقه تحت کنترل واقعی آن، که بیشترش از تایوان تشکیل شده‌است)، اما زبانش را در مورد ادعاهای ارضی یا قلمرو ملی تغییر نداد. متعاقباً، دیدگاه‌ها در مورد اصل چین واحد در جمهوری چین عمدتاً در امتداد مواضع حزبی دچار شکاف است: احزاب ائتلاف پان آبی (از جمله کومینتانگ) که از چین واحد با تفاسیر مربوطه حمایت می‌کنند، در حالی که احزاب ائتلاف پان-سبز (از جمله حزب مترقی دموکراتیک)) آن را رد می‌کنند. در همین حال، جمهوری خلق چین اصل چین واحد خود را حفظ کرده‌است.